# Verlée
Verlée (en való Verlêye) és un antic municipi que a l'1 de gener de 1977 va fusionar-se amb Havelange a la regió del Condroz a Bèlgica. El Hoyoux, un afluent del Mosa hi neix.

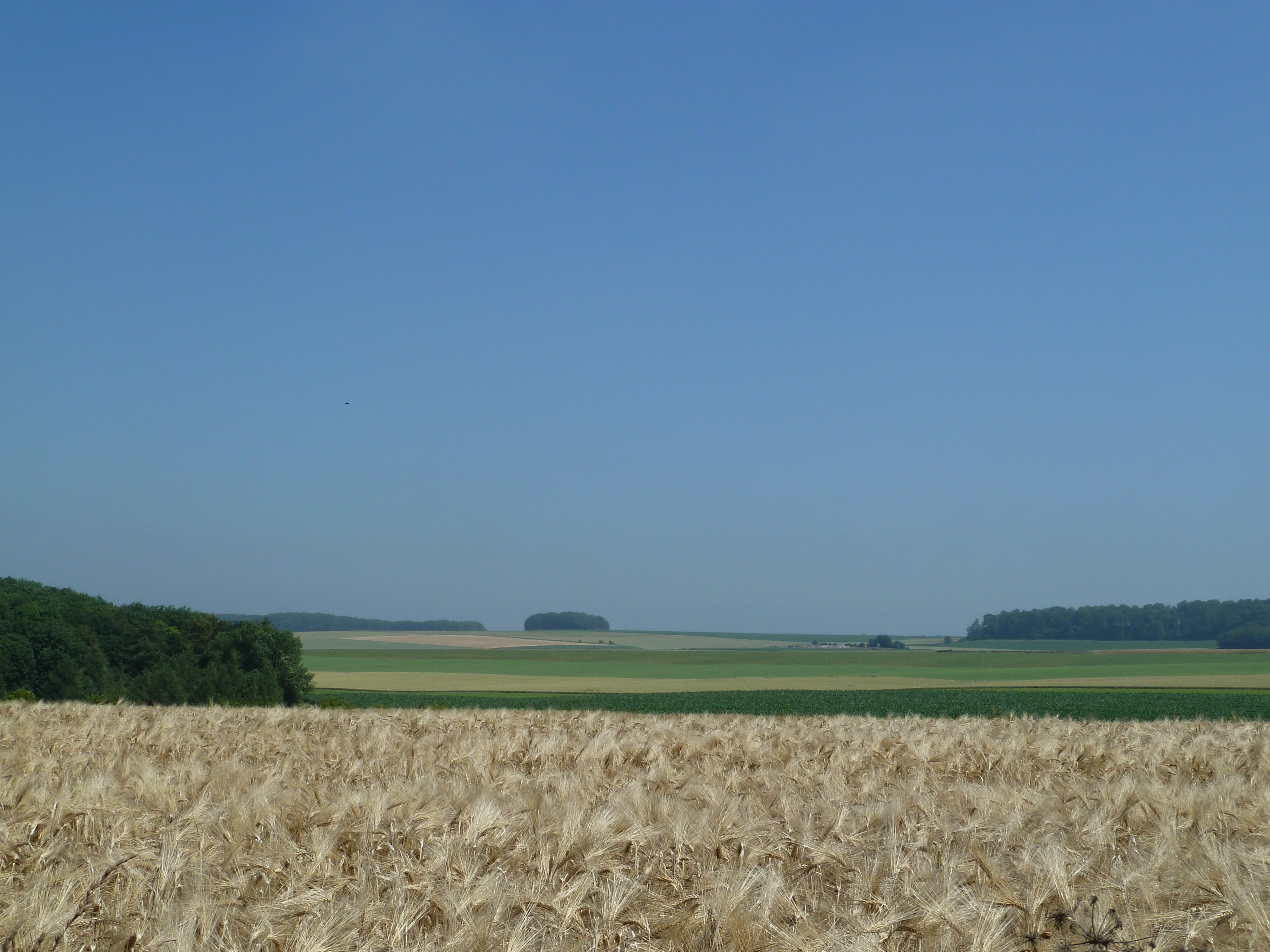
Panorama des de la piràmide de Verlée

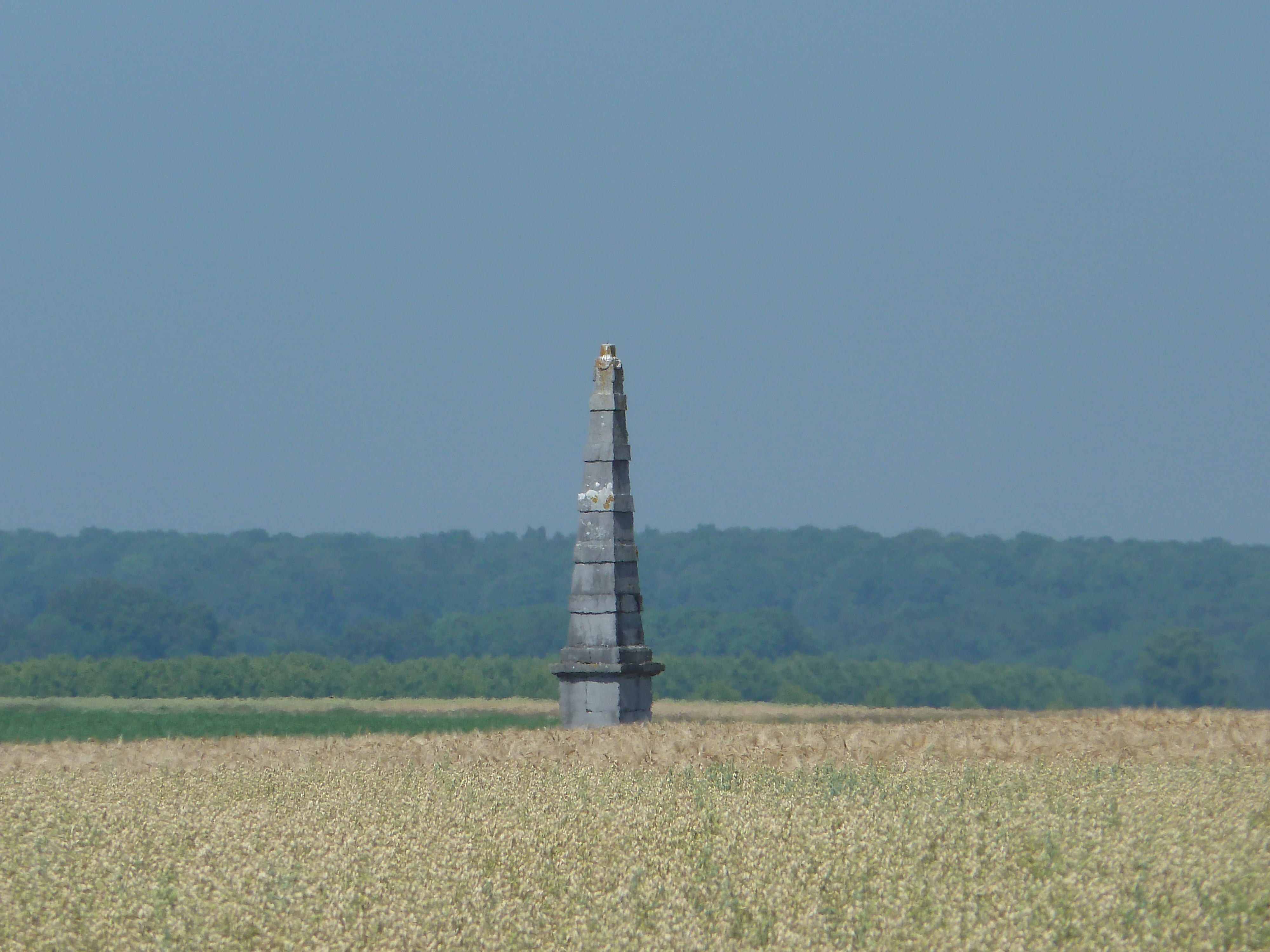
La piràmide a la plana fèrtil condrusiana

És un petit poble condrusià format per unes deu masies dels segles XVI a XIX.

## Monuments i curiositats
- La masia castral de Chantraine, construïda del segle xvi al XVII, darrer romanent d'un antic poble, del qual l'església parroquial va integrar-se a la masia. Té encara un pont llevadís i una torre mestra interessants.
- La masia Ferme de la Chapelle, exemple típic d'una masia quadrilàtera a l'entorn d'un pati.
- La piràmide: porta el nom de piràmide, tot i que sembla més aviat un obelisc. L'origen d'aquest monument estrany és desconegut, encara més, ja que no porta cap inscripció. La hipòtesi més probable és la d'una fita geodèsica de l'època de l'ocupació francesa després de la revolució francesa. És l'únic artifici d'aquesta forma a Bèlgica.[3] Hauria servit com a punt de referència del coronel francès Jean-Joseph Tranchot que cartografià la zona.[4]